# Lijst van rijksmonumenten in Almen
De plaats Almen telt 9 inschrijvingen in het rijksmonumentenregister. Hieronder een overzicht.
| Object                           | Oorspronkelijke functie? | Bouwjaar                                  | Architect | Locatie               | Coördinaten?                  | Nr.?   | Afbeelding        |
| -------------------------------- | ------------------------ | ----------------------------------------- | --------- | --------------------- | ----------------------------- | ------ | ----------------- |
| De Olde Wehme                    | Woonhuis                 | vroeg-19e eeuw (voorkomen) en oudere kern |           | Besselinkpad 2        | 52° 9' 32" NB, 6° 17' 19" OL  | 16709  | Upload foto       |
| Dorpskerk Almen                  | Kerk en kerkonderdeel    | 14e eeuw                                  |           | Dorpsstraat 36        | 52° 9' 26" NB, 6° 18' 8" OL   | 16710  | Meer afbeeldingen |
| De Nieje Wehme                   | Dienstwoning             | tweede kwart 19e eeuw                     |           | Dorpsstraat 59        | 52° 9' 28" NB, 6° 18' 17" OL  | 16711  | De Nieje Wehme    |
| Groot Have                       | Woonhuis                 | midden 19e eeuw                           |           | Dorpsstraat 64        | 52° 9' 25" NB, 6° 18' 36" OL  | 16712  | Meer afbeeldingen |
| Terrein waarin grafheuvel        | Archeologisch monument   | Neolithicum en/of Bronstijd               |           |                       | 52° 9' 53" NB, 6° 16' 12" OL  | 45423  | Upload foto       |
| Twee bakhuisjes bij dubbelwoning | Bedrijfs-,fabriekswoning | 1911                                      |           | Wagenvoortsdijk 6     | 52° 10' 15" NB, 6° 16' 56" OL | 516396 | Upload foto       |
| Twee bakhuisjes bij dubbelwoning | Boerderij                | 1911                                      |           | Wagenvoortsdijk 6     | 52° 10' 15" NB, 6° 16' 56" OL | 516397 | Upload foto       |
| Waterpomp                        | Straatmeubilair          | 1911                                      |           | Wagenvoortsdijk bij 6 | 52° 10' 15" NB, 6° 16' 54" OL | 516398 | Upload foto       |
| Rozenhof                         | Woonhuis                 | 1903                                      |           | Scheggertdijk 47      | 52° 10' 6" NB, 6° 19' 16" OL  | 516400 | Upload foto       |